# Antecesor
En matemática, dado un número {\displaystyle n} perteneciente a algún sistema de numeración, conjunto numérico, serie matemática, o sucesión, se llama el antecesor de {\displaystyle n} al número que antecede a {\displaystyle n} según la ordenación en la cual están ordenados los números en ese sistema.
Todo sistema de numeración posee una aritmética que permite operar sobre sus números para obtener su antecesor. Aquellos sistemas en que todo número tiene un antecesor, o bien son sistemas modulares (los que gozan de las propiedades de la aritmética modular) o bien son infinitos por la izquierda.

En este ejemplo, puede verse la recta numérica de los números naturales, donde el antecesor de n=4 en es el número 3.